# Hašani (Bosanska Krupa, BiH)
Hašani su naseljeno mjesto u općini Bosanska Krupa, Federacija Bosne i Hercegovine, BiH.

## Povijest
Nakon potpisivanja Daytonskog mirovnog sporazuma izdvojeno je istoimeno naseljeno mjesto koje je pripalo općini Krupa na Uni koja je ušla u sastav Republike Srpske.

## Stanovništvo

### Popisi 1971. – 1991. (za naseljeHašani)
| Hašani             |            |              |              |
| godina popisa      | 1991.      | 1981.        | 1971.        |
| Srbi               | 414 (100%) | 607 (98,22%) | 774 (99,23%) |
| Hrvati             | 0          | 0            | 0            |
| Muslimani          | 0          | 0            | 1 (0,13%)    |
| Jugoslaveni        | 0          | 9 (1,46%)    | 1 (0,13%)    |
| ostali i nepoznato | 0          | 2 (0,32%)    | 4 (0,51%)    |
| ukupno             | 414        | 618          | 780          |

### Popis 2013.
| Hašani             |          |
| godina popisa      | 2013.    |
| Srbi               | 8 (100%) |
| Bošnjaci           | 0        |
| Hrvati             | 0        |
| ostali i nepoznato | 0        |
| ukupno             | 8        |